# Canavalia iaoensis
Canavalia iaoensis är en ärtväxtart som beskrevs av St.John. Canavalia iaoensis ingår i släktet Canavalia och familjen ärtväxter. Inga underarter finns listade i Catalogue of Life.